# تینا سائینس
تینا سائینس (انگلیسی: Tina Sainz؛ زادهٔ ۲۶ فوریهٔ ۱۹۴۵) بازیگر و مجری تلویزیون اهل اسپانیا است.
از فیلم‌ها یا برنامه‌های تلویزیونی که وی در آن نقش داشته است می‌توان به کاروسل حوالی ۱۹۵۰، خانواده سرانو، تورمولینوس ۷۳، عقاب سرخ، گروگان‌هایی در باریو، سفر به هیچ‌کجا، دختران تلفنچی و خون ماه مه اشاره کرد.